# ¡Vete ya, Unicornio!
Go Away, Unicorn! (conocida en Hispanoamérica y España como ¡Vete ya, Unicornio!) es una serie de televisión animada canadiense-estadounidense producida por Sonar Entertainment en asociación con Nelvana. La serie se estrenó el 7 de septiembre de 2018 en Canadá en YTV y el 3 de marzo de 2019 en los Estados Unidos en Disney Channel y en la aplicación DisneyNow.

## Sinopsis
La serie, basada en el libro del mismo nombre de Emily Mullock (publicado originalmente por McKellar & Martin), presenta a una joven llamada Alice y su mejor amigo, un enérgico unicornio macho, mientras exploran sus diferencias y se dan cuenta de que las amistades se pueden encontrar en los lugares más inverosímiles.

## Reparto
- Alice (voz de Rebecca Husain) - Una niña de 8 años que aspira a tener éxito en todos sus esfuerzos.
- Unicornio (con la voz de Chris Diamantopoulos): un unicornio macho alegre y enérgico que constantemente causa todo tipo de travesuras, pero que finalmente llega a Alice.
- Ollie (voz de Varun Saranga) - un niño indio-canadiense, cuyo padre podía deletrear en tres idiomas en su país natal cuando era niño y es el interés amoroso de Alice.
- Pixie (con la voz de Josette Halpert): una chica alegre, joven y despreocupada a la que le encanta el brillo rosa y lo lanza al aire de vez en cuando.
- Hugo (expresado por Jennifer Hale) - el hermano menor de Alice
- Tanya (voz de Jennifer Hale) - la madre de Alice y Hugo

## Producción
Go Away, Unicorn! estaba en desarrollo como coproducción en Tricon Films & Television y Mercury Filmworks el 27 de marzo de 2013 con Tricon como distribuidor internacional. La serie fue recogida por Disney Channels Worldwide y Corus Entertainment cuando Tricon fue considerada insolvente en diciembre de 2016. Sonar Entertainment compró los activos de Tricon, incluida esta serie. En octubre de 2017, Sonar y Nelvana comenzaron a producir los 52 segmentos planificados de 11 minutos con un total de 26 episodios de media hora, así como 10 cortos de un minuto. El Canada Media Fund está ayudando en la producción de la serie, mientras que CentraIP es el agente de licencias a nivel mundial.

## Transmisión
El programa se transmite en todo el mundo, pero se estrenó en el tercer trimestre de 2018 en YTV en Canadá antes de un lanzamiento internacional. La serie también se mostró en Canadá francés en Télétoon.
La serie se estrenó en Disney Channel en varios territorios del mundo en enero de 2019 y en Disney Channel estadounidense el 3 de marzo, luego de una vista previa de lanzamiento en el servicio de transmisión DisneyNow en diciembre.